# Seriana
Seriana là một thị trấn thuộc tỉnh Batna, Algérie. Dân số thời điểm năm 2002 là 11.714 người.